# Dara Fitzpatrick
Pour les articles homonymes, voir Fitzpatrick.
Dara Fitzpatrick, née en 1971 ou 1972, est une pilote d'hélicoptère irlandaise spécialisée dans les opérations de recherche et de sauvetage. Elle meurt le 14 mars 2017 à l'âge de 45 ans dans la baie de Blacksod dans le comté de Mayo en Irlande, dans le crash de son Sikorsky S-92A lors d'un sauvetage de garde-côte irlandais.

## Carrière
L'ambition initiale de Dara Fitzpatrick est de piloter pour Aer Lingus, mais la compagnie commerciale rejette sa candidature. C'est donc au sein de l'Irish Air Corps qu'elle fait son apprentissage sur hélicoptère, et devient l'une des premières femmes pilotes de l'Irish Marine Emergency Service, précurseur de l'Irish Coast Guard. D'abord affectée à Shannon, elle est ensuite transférée à Waterford où elle devient en 2002 cheffe-pilote de l'hélicoptère Sikorsky S-61N immatriculé Rescue 117. Plus tard, elle rejoint l'équipage de la Garde côtière de Dublin et prend les commandes d'un appareil plus moderne, le Sikorsky S-92A baptisé  Rescue 116.
En 2010, son équipage et elle reçoivent le Best of Irish Award pour le sauvetage du pilote d'un avion abîmé en mer d'Irlande. En août 2013, Dara Fitzpatrick et sa coéquipière la capitaine Carmel Kirby entrent dans l'histoire de l'aviation irlandaise en devenant le premier équipage entièrement féminin de l'Irish Coast Guard,.
En 2007, elle réalise une vidéo avec la Conférence des évêques catholiques irlandais, sur le thème de « l'alcool et le défi de la modération ».
Elle est également connue pour son rôle de 2011 dans Rescue 117, une série de documentaires sur la chaîne de télévision RTÉ qui dévoile les coulisses des opérations de sauvetage aérien.

## Mort

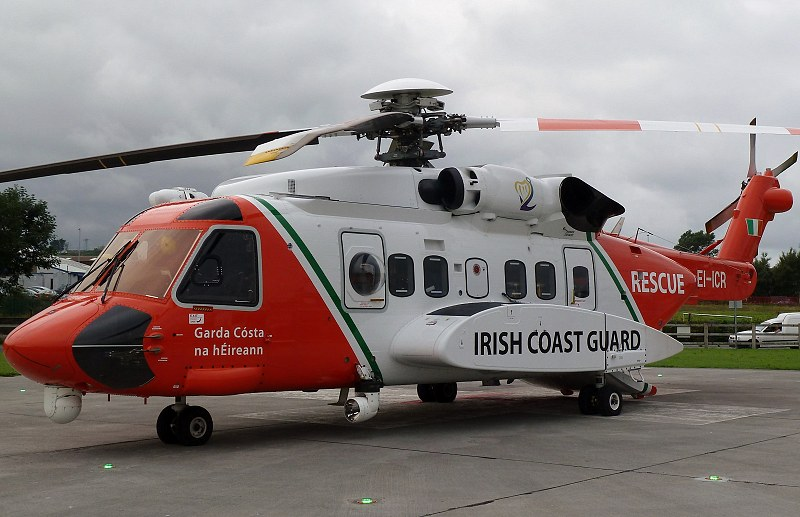
EI-ICR, l'hélicoptère impliqué dans l'accident.

Dara Fitzpatrick meurt après que son hélicoptère Rescue 116 s'est abîmé dans l'Océan Atlantique, au large de la baie de Blacksod sur la côte ouest du Comté de Mayo en Irlande, au cours d'une mission de sauvetage en tandem avec Rescue 118, basé à Sligo. Elle est retrouvée dans les eaux et déclarée morte à son arrivée à l'hôpital universitaire de Castlebar. Le corps d'un autre membre de l'équipage, le capitaine Mark Duffy, est repéré le 24 mars par les plongeurs de la Marine dans un fragment du cockpit de l'hélicoptère et récupéré le surlendemain. Deux autres membres de l'équipage, Ciarán Smith et Paul Ormsby, n'ont pas été retrouvés à l'issue des opérations de recherche qui prennent fin après avril 2017,,,,,,,. Dara Fitzpatrick est inhumée le 18 mars,,,.